# Cirurgião

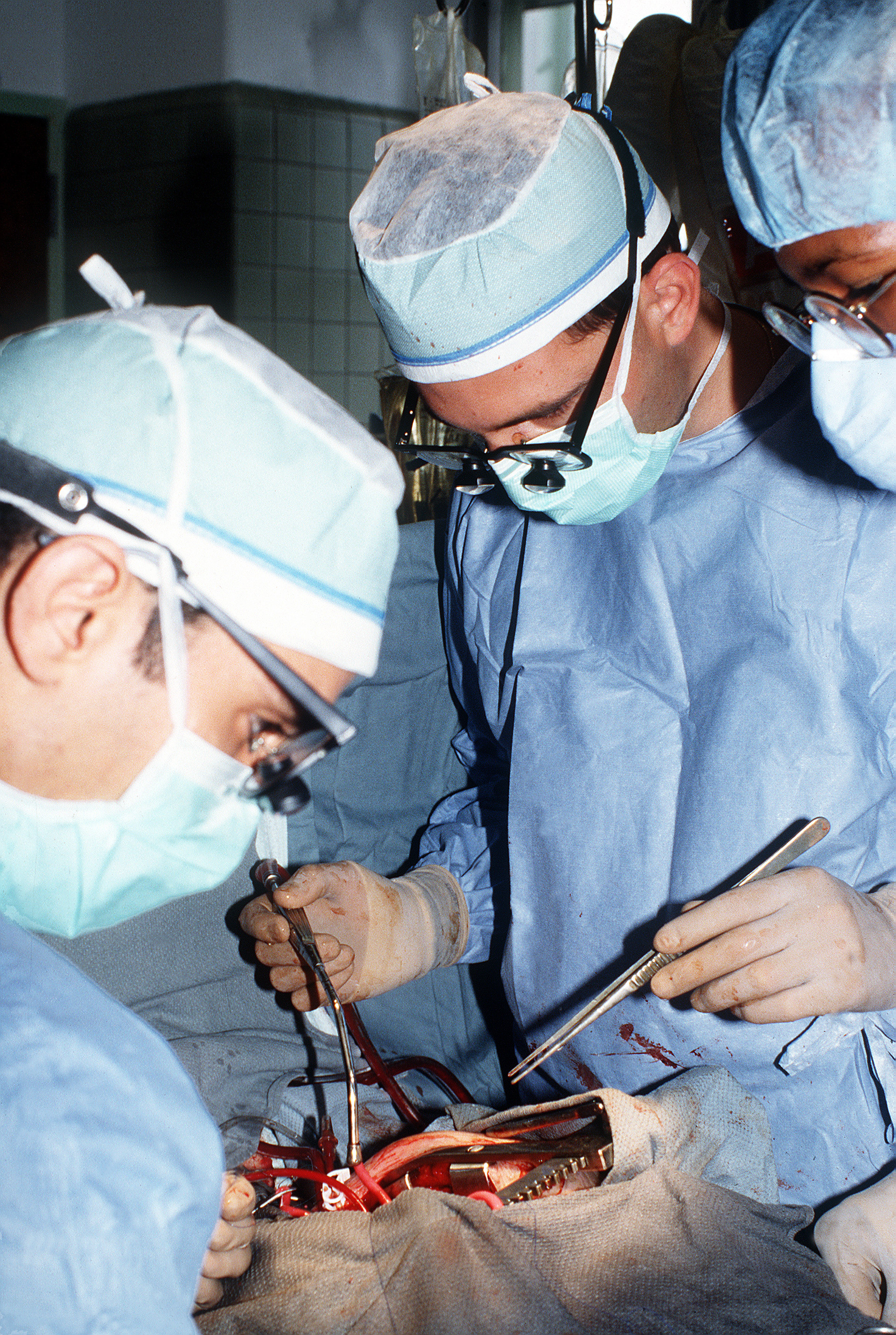
Cirurgiões conduzindo uma cirurgia

Cirurgião é um médico que realiza uma cirurgia. Existem também cirurgiões em podologia, odontologia, ortodontia e medicina veterinária.

## História

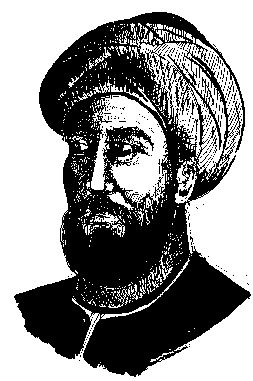
Abulcasis, médico da Idade de Ouro Islâmica, considerado um dos "pais da cirurgia moderna"

A primeira pessoa a documentar uma cirurgia foi o médico-cirurgião indiano do século VI a.C., Sushruta. Ele se especializou em cirurgia plástica estética e até documentou uma operação de rinoplastia aberta. Sua magnum opus Sushruta Samhita (सुश्रुतसंहिता) é um dos mais importantes tratados antigos sobre medicina e é considerado um texto fundamental tanto do Ayurveda quanto da cirurgia. O tratado aborda todos os aspectos da medicina geral, mas o tradutor G. D. Singhal apelidou Suśruta de "o pai da intervenção cirúrgica" por conta dos relatos extraordinariamente precisos e detalhados de cirurgia encontrados no trabalho.
Após o declínio da Escola de Medicina de Sushruta na Índia, a cirurgia foi amplamente ignorada até o cirurgião islâmico da idade de ouro Abulcasis (936–1013), restabelecer a cirurgia como uma prática médica eficaz. Ele é considerado o maior cirurgião medieval que apareceu no mundo islâmico e também foi descrito como o pai da cirurgia. Sua maior contribuição para a medicina é a Kitab al-Tasrif, uma enciclopédia de trinta volumes de práticas médicas. Ele foi o primeiro médico a descrever uma gravidez ectópica e o primeiro médico a identificar a natureza hereditária da hemofilia.
Suas contribuições pioneiras ao campo dos procedimentos e instrumentos cirúrgicos tiveram um enorme impacto sobre a cirurgia, mas foi somente no século XVIII que a cirurgia emergiu como uma disciplina médica distinta na Inglaterra.
Na Europa, a cirurgia estava principalmente associada a barbeiros-cirurgiões, que usavam suas ferramentas de corte de cabelo para realizar procedimentos cirúrgicos, geralmente no campo de batalha e também para seus empregadores. Com os avanços na medicina e na fisiologia, as profissões de barbeiro e cirurgião divergiram; no século XIX, os barbeiros-cirurgiões haviam praticamente desaparecido, e os cirurgiões eram médicos invariavelmente qualificados, especializados em cirurgia. O cirurgião continuou, no entanto, a ser usado como título para oficiais médicos militares até o final do século XIX, e o título de cirurgião geral continua existindo para oficiais médicos militares seniores e oficiais de saúde pública do governo.

## Títulos na Comunidade das Nações
Em 1950, o Colégio Real de Cirurgiões da Inglaterra (RCS) em Londres começou a oferecer aos cirurgiões um status formal através da associação ao RCS. O título Mister (Senhor) tornou-se um distintivo de honra e hoje, em muitos países da Comunidade das Nações, um médico qualificado que, após pelo menos quatro anos de treinamento, obtém uma qualificação cirúrgica (ex-bolsista do Colégio Real de Cirurgiões e agora também membro dese colégio ou vários outros diplomas) tem a honra de poder voltar a se chamar Mr (Sr.), Miss (Srta.), Mrs ou Ms (Sra.) no curso de sua prática profissional, mas desta vez o significado é diferente. Às vezes, presume-se que a mudança de título implique status de consultor (e alguns pensam erroneamente que consultores não-cirúrgicos também são Sr.), mas a duração do treinamento médico de pós-graduação fora da América do Norte é tal que um cirurgião qualificado pode levar anos para obter esse cargo: muitos médicos obtiveram essas qualificações anteriormente no grau de oficial sênior da casa e permaneceram nessa série quando começaram o treinamento na subespecialidade. A distinção de Mr (etc.) também é usada por cirurgiões na República da Irlanda, em alguns estados da Austrália, Barbados, Nova Zelândia, África do Sul, Zimbábue e alguns outros países da Comunidade das Nações.

## Títulos militares
Em muitos países de língua inglesa, o título militar de surgeon (cirurgião) é aplicado a qualquer médico, devido à evolução histórica do termo.

## Especialidades

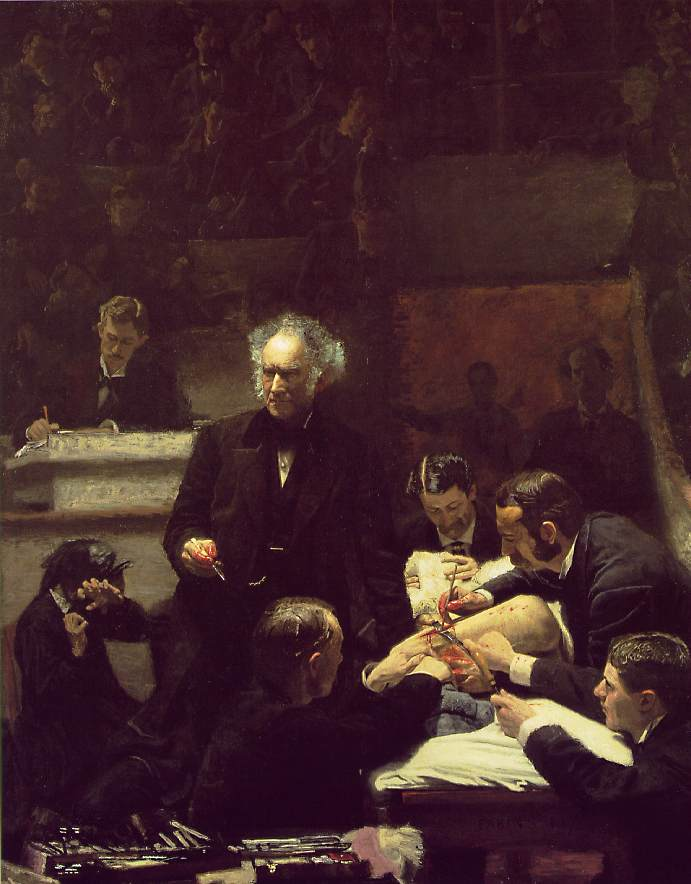
The Gross Clinic, 1875; Museu de Arte de Filadélfia e Academia de Belas Artes da Pensilvânia

- Cirurgia cardiovascular (considerada parte da cirurgia cardiotorácica nos Estados Unidos)
- Cirurgia do cólon e do reto
- Cirurgia craniofacial
- Cirurgia dental
- Cirurgia endócrina
- Cirurgia geral
- Cirurgia neurológica
- Obstetrícia e ginecologia
- Oftalmologia
- Cirurgia oral e maxilofacial
- Cirurgia ortopédica
- Otorrinolaringologia
- Cirurgia pediátrica
- Cirurgia plástica
- Cirurgia podológica
- Cirurgia oncológica
- Cirurgia torácica (considerada parte da cirurgia cardiotorácica nos Estados Unidos)
- Cirurgia de transplante
- Cirurgia do trauma
- Cirurgia gastrointestinal alta
- Urologia
- Cirurgia vascular

Alguns médicos de clínica geral ou especialistas em medicina de família ou medicina de urgência podem realizar intervalos limitados de cirurgias menores, comuns ou de emergência. A anestesia geralmente acompanha a cirurgia, e anestesiologistas e enfermeiros anestesistas podem supervisionar esse aspecto da cirurgia. Assistentes de cirurgião, enfermeiros cirúrgicos e tecnólogos cirúrgicos são profissionais treinados que assistem cirurgiões.
Nos Estados Unidos, a descrição de um cirurgião do Departamento do Trabalho é "um médico que trata doenças, lesões e deformidades por métodos cirúrgicos invasivos, minimamente invasivos ou não invasivos, com o uso de instrumentos, aparelhos ou manipulação manual".

## Cirurgiões pioneiros

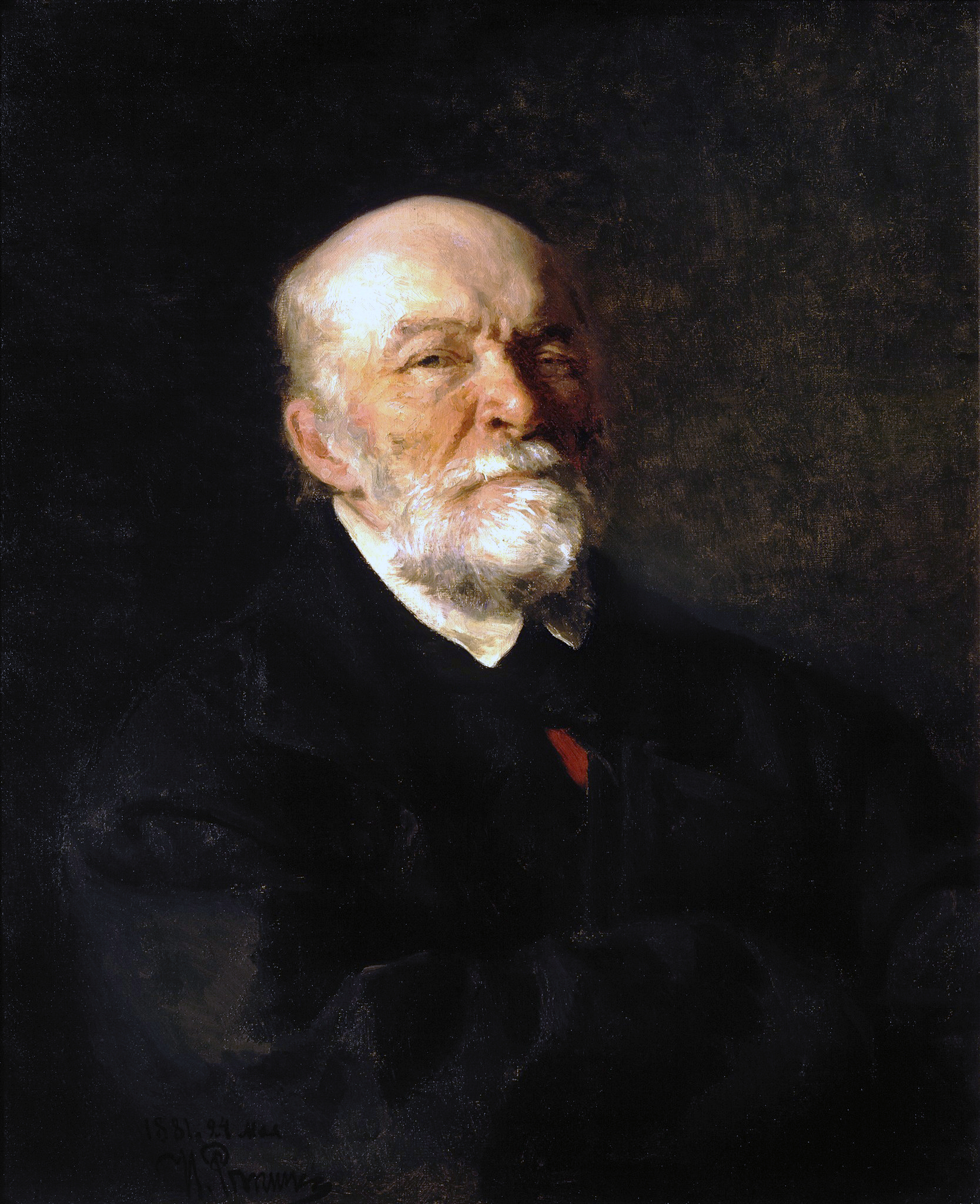
Cirurgião russo Nikolay Pirogov — pioneiro em cirurgia de campo

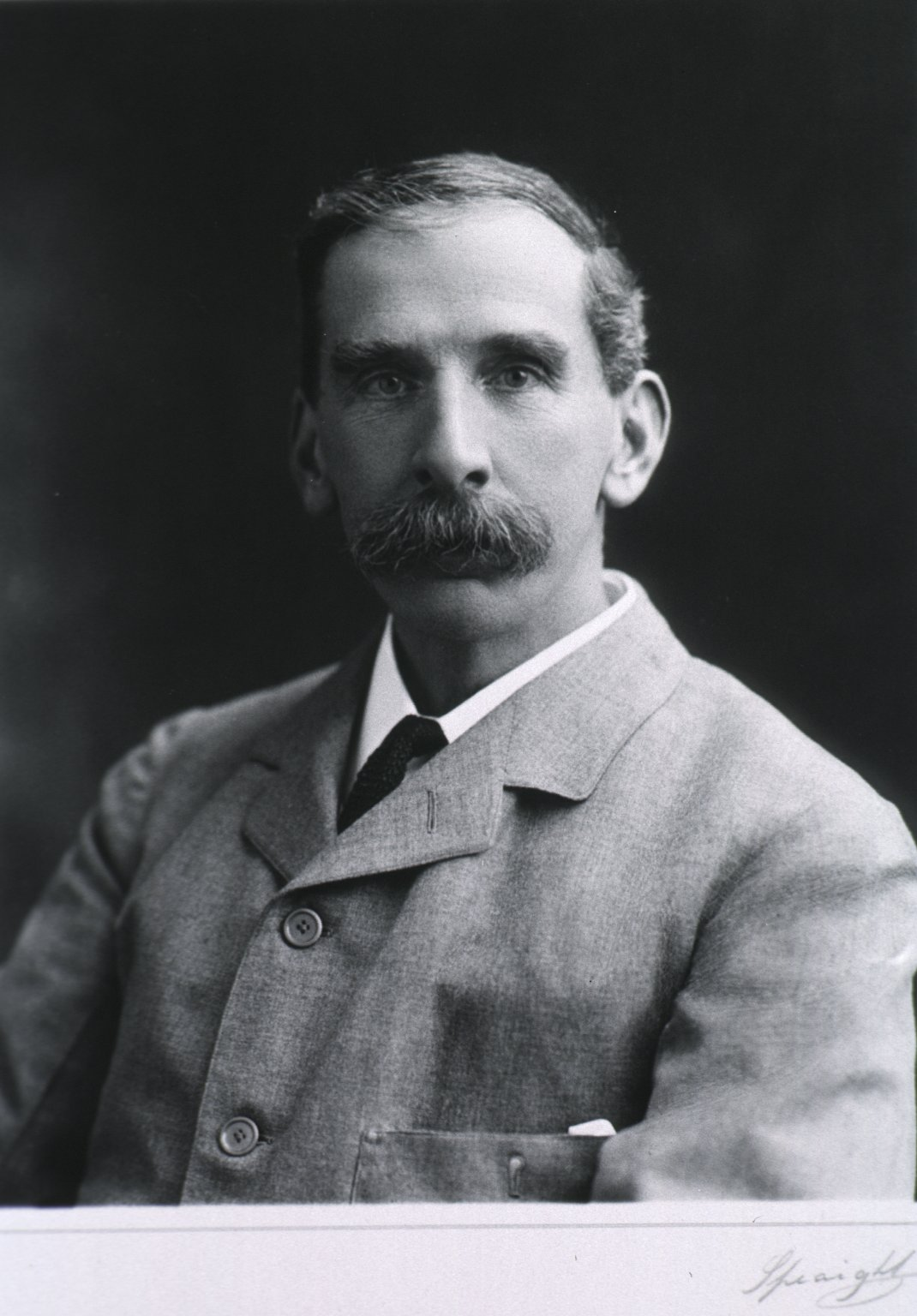
Victor Horsley, pioneiro em neurocirurgia

- Sushruta (primeiro a documentar uma operação de rinoplastia aberta[1])
- Abulcasis (considerado um dos maiores cirurgiões medievais e pai da cirurgia[9])
- Charles Kelman (facoemulsificação inventada, a técnica da cirurgia moderna de catarata)
- William Stewart Halsted (iniciou o treinamento em residência cirúrgica nos EUA, pioneiro em muitos campos)
- Alfred Blalock (primeira cirurgia cardiovascular de sucesso nos dias modernos em 1944)
- C. Walton Lillehei (considerado "pai da cirurgia cardiovascular aberta dos dias modernos")
- Christiaan Barnard (cirurgia cardíaca, primeiro transplante de coração)
- Victor Chang (pioneiro australiano de transplante de coração)
- John Hunter (escocês, visto como o pai da cirurgia moderna, realizou centenas de dissecções, serviu de modelo para o Dr. Jekyll)
- Victor Horsley (neurocirurgia)
- Lars Leksell (neurocirurgia, inventor da radiocirurgia)
- Joseph Lister (descobridor de sepse cirúrgica, Listerine nomeado em sua homenagem)
- Harvey Cushing (pioneiro e frequentemente considerado o pai da neurocirurgia moderna)
- Paul Tessier (cirurgião francês, pai da cirurgia craniofacial)
- Gholam A. Peyman (inventor do LASIK[10])
- Ioannis Pallikaris (cirurgião grego. Realizou o primeiro procedimento LASIK em um olho humano.[11] Desenvolveu o Epi-LASIK[12])
- Nikolay Pirogov (fundador da cirurgia de campo)
- Valery Shumakov (pioneiro na implantação de órgãos artificiais)
- Svyatoslav Fyodorov (criador da queratotomia radial)
- Gazi Yasargil (neurocirurgião turco, fundador da microneurosurgery)
- Rene Favaloro (primeiro cirurgião a realizar uma cirurgia de ponte aorto-coronária)
- Michael R. Harrison (pioneiro da cirurgia fetal)
- Michael DeBakey (educador e inovador no campo da cirurgia cardíaca)
- Fidel Pagés (pioneiro da anestesia epidural)
- Wilder Penfield (neurocirurgia)
- Harold Gillies (pioneiro da cirurgia plástica)
- Maria Siemionow (pioneira em cirurgia de transplante facial quase total)